# Mirtha
Mirtha es un nombre propio de origen griego que proviene del arbusto llamado mirto, arrayán o murta, considerado en la antigüedad símbolo del amor y la belleza ya que estaba consagrado a Afrodita, diosa del amor.

## Santoral
Santa Mirtha se celebra el 1 de noviembre.

## Personajes ilustres
- Mirtha Legrand: actriz y presentadora de televisión argentina.
- Mirtha Wons : es una actriz argentina.
- Mirtha Medina : cantante, actriz, bailarina y comediante musical cubana.
- Mirta Karina: familia de origen de Santiago del Estero

- Datos: Q6018306
- Multimedia: Mirtha (given name) / Q6018306